# Voix de la Turquie
 (septembre 2018).
- Si vous ne connaissez pas le sujet, laissez ce bandeau (vous pouvez alors contacter les auteurs).
- Si vous supprimez le contenu mis en cause (vous pouvez préalablement contacter les auteurs),

argumentez précisément cette suppression dans la page de discussion
(un manque de référence n'est pas un argument ; une recherche réelle de référence doit avoir été effectuée, être formellement documentée).
La Voix de la Turquie (turc : Türkiye'nin Sesi Radyosu) est la station de radiodiffusion internationale de la Turquie.

## Fondation et les Premières Années
C’est la Radio d’Ankara qui a réalisé, le 8 Janvier 1937 la première émission destinée à l’étranger. Dans ce cadre, le discours du Premier Ministre de l’époque, İsmet İnönü, concernant la question de Hatay, ancienne Antioche a été diffusé après sa traduction en arabe.
Etant donné que cette émission a fait un effet considérable en Syrie et au Sandjak d’Alexandrette et à ses alentours, la Radio d’İstanbul avait entamé ses « Informations en arabe » qui ont pris fin après le règlement de la question de Hatay.
Plus tard, les investissements dans la radiodiffusion en Turquie ont commencé à augmenter et de nouveaux émetteurs ont été installés. Les émetteurs radio d'Ankara sont devenus opérationnels le 28 octobre 1938. La première émission étrangère avec ces émetteurs a été d'annoncer la nouvelle de la mort d'Atatürk au monde en anglais, français, arabe, bulgare et italien, et les émissions étrangères ont été rendues régulières à partir du 10 novembre 1938.
Lorsque la Seconde Guerre mondiale a commencé, des émissions de propagande ont été diffusées à partir de nombreuses radios dans le monde. La Turquie n'a pas participé à cette guerre et est restée neutre. C'est pourquoi c'était l'une des sources d'information les plus fiables de l'époque.

En 1941, il a commencé à émettre en ourdou, en persan, en serbe et en croate. Un an plus tard, les publications grecques sont entrées en service.
TSR a commencé à émettre vers les pays transocéaniques entre 1943 et 1949. Parce qu'il avait envoyé des troupes en Corée en tant que pays membre de l'OTAN. Et à partir du 15 octobre 1950, il a transmis la voix de la Turquie aux soldats turcs combattant dans ce pays avec l'émission intitulée "Soldier's Hour" tous les jours pendant la guerre.
En 1961, "l'accord d'échange de travail" a été signé entre la Turquie et l'Allemagne. Ainsi, il a commencé à émettre pour les citoyens turcs qui sont allés à l'étranger en tant que travailleurs. Le premier programme a été diffusé sous le nom de "Voice of Homeland" en 1963 pour les travailleurs turcs qui se sont rendus en Allemagne.
Lorsque le nombre de publications externes a commencé à augmenter, il a été décidé de créer une unité distincte. Les émissions qui avaient été faites sous le nom de Short Wave Ankara Radio jusque-là ont commencé à être faites sous le nom de Voice of Turkey Radio depuis 1963.

## Aujourd'hui
Aujourd'hui, la radio vocale turque diffuse en turc et dans 35 langues étrangères. La radio, qui a été essentiellement créée pour promouvoir la Turquie, pour expliquer les points de vue de la Turquie et pour expliquer la culture turque, poursuit ses émissions avec cette mission.
La radio émet en français sur la fréquence ondes courtes 9620, 9625 khz (AM).